# Innocenty z Alaski
Innocenty, imię świeckie Iwan Jewsiejewicz Wieniaminow-Popow (ur. 1797 w Anginskim, zm. 19 marca?/31 marca 1879 w Moskwie) – rosyjski biskup prawosławny, misjonarz na Aleutach i Alasce, autor przekładów Pisma Świętego na języki lokalne, badacz etnografii i geografii Aleutów, nazywany apostołem Ameryki.
W 1977 kanonizowany jako św. Innocenty z Alaski, jego kult szczególnie żywy jest w Kościele Prawosławnym w Ameryce.

## Życiorys

### Duchowny
Był synem sługi cerkiewnego z eparchii irkuckiej. Naukę w seminarium duchownym w Irkucku podjął w wieku dziewięciu lat, na koszt państwa (jego ojciec już wówczas nie żył). W szkole nadano mu nazwisko seminaryjne Wieniaminow, na cześć arcybiskupa Beniamina (Krasnopiewkowa). Święcenia diakońskie przyjął w 1817, będąc jeszcze słuchaczem seminarium. Dyplom końcowy z wyróżnieniem uzyskał w 1820. Przez rok pracował jako nauczyciel w szkole parafialnej, zaś 18 maja 1821 został – jako mężczyzna żonaty – wyświęcony na kapłana.
W 1824, na własną prośbę, razem z żoną i dziećmi udał się na Aleuty w celu prowadzenia działalności misyjnej wśród ludności rdzennej. Piętnaście lat żył na Unalasce, gdzie założył prawosławną parafię. Podróżował również na Kamczatkę i Alaskę. Otwierał nowe cerkwie i szkoły parafialne. Przypisuje mu się ochrzczenie tysięcy osób. Nauczył się miejscowych języków i poznał lokalne zwyczaje, co umożliwiło mu dokonanie przekładu Biblii na języki miejscowe oraz napisanie opracowań z zakresu geografii, etnografii i językoznawstwa Aleutów. Od 1834 prowadził działalność misyjną w Nowoarchangielsku.
W 1838 udał się do Petersburga, aby starać się o rozwijanie misji prawosławnej na Aleutach, utworzenie samodzielnej eparchii kamczackiej oraz o zgodę na druk opracowanych przekładów Pisma Świętego na języki miejscowej ludności. W 1839 otrzymał godność protoprezbitera.

### Biskup kamczacki
29 listopada 1840, po śmierci małżonki, złożył wieczyste śluby mnisze przed metropolitą moskiewskim Filaretem. Dzień później otrzymał godność archimandryty, a 15 grudnia 1840 został wyświęcony na pierwszego biskupa kamczackiego, kurylskiego i błagowieszczeńskiego. W 1850 otrzymał godność arcybiskupią.
Odegrał znaczącą rolę w przyłączeniu do Rosji Nadamurza, blisko współpracował z generał-gubernatorem Syberii Wschodniej Nikołajem Murawjowem. Brał udział w rozmowach rosyjsko-chińskich dotyczących przebiegu granicy w rejonie Amuru. Począwszy od 1858 rezydował w Błagowieszczeńsku, dokąd przeniesiono siedzibę eparchii kamczackiej. Zainicjował wzniesienie w mieście kompleksu rezydencji biskupiej oraz cerkwi św. Mikołaja i soboru katedralnego.
W 1868 objął katedrę moskiewską i pozostał na niej do śmierci. Pochowany w cerkwi św. Filareta Miłościwego w kompleksie zabudowań Ławry Troicko-Siergijewskiej.

## Kult

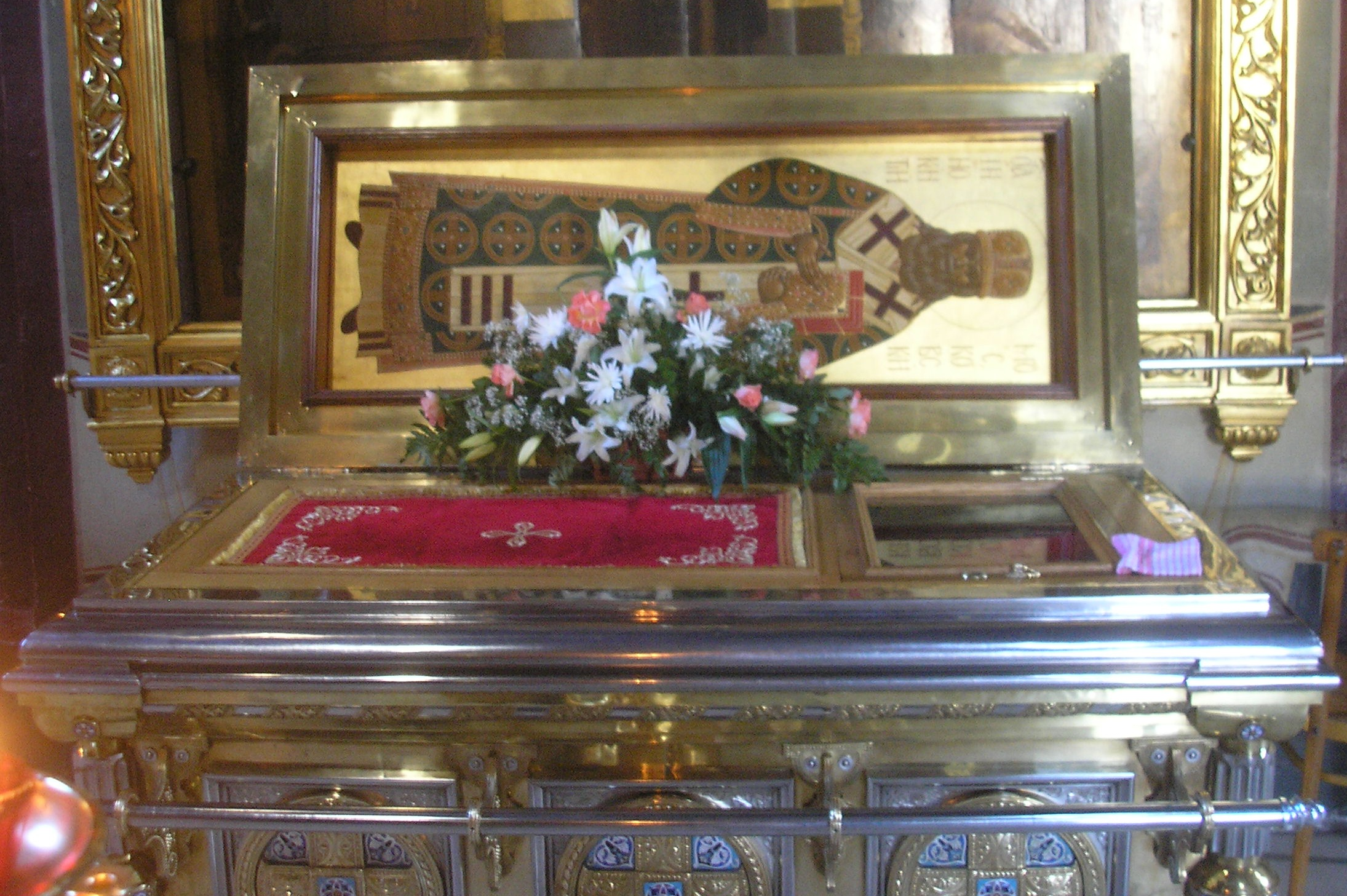
Relikwie św. Innocentego w soborze Zaśnięcia Matki Bożej w Ławrze Troicko-Siergijewskiej

Innocenty został kanonizowany przez Rosyjski Kościół Prawosławny w 1977. Jego wspomnienie liturgiczne przypada dwa razy w roku – 6 października i 31 marca.
Kult świętego jest szczególnie żywy w Kościele Prawosławnym w Ameryce. Innocenty jest w jego publikacjach tytułowany Oświecicielem Ameryki i Równym Apostołom.